# Bielajewskaja (rejon charowski)
Bielajewskaja (ros. Беляевская) – wieś w Rosji, w rejonie charowskim obwodu wołogodzkiego. W 2010 r. liczyła 14 mieszkańców.